# تراموا دوسلدورف
تراموا دوسلدورف (آلمانی: Straßenbahnnetz Düsseldorf) سیستم تراموا در شهر دوسلدورف، آلمان است.
این تراموا که در سال ۱۸۷۶ تأسیس شده دارای ۷ خط، ۱۷۸ ایستگاه و ۷۸ کیلومتر طول می‌باشد.

## نگارخانه

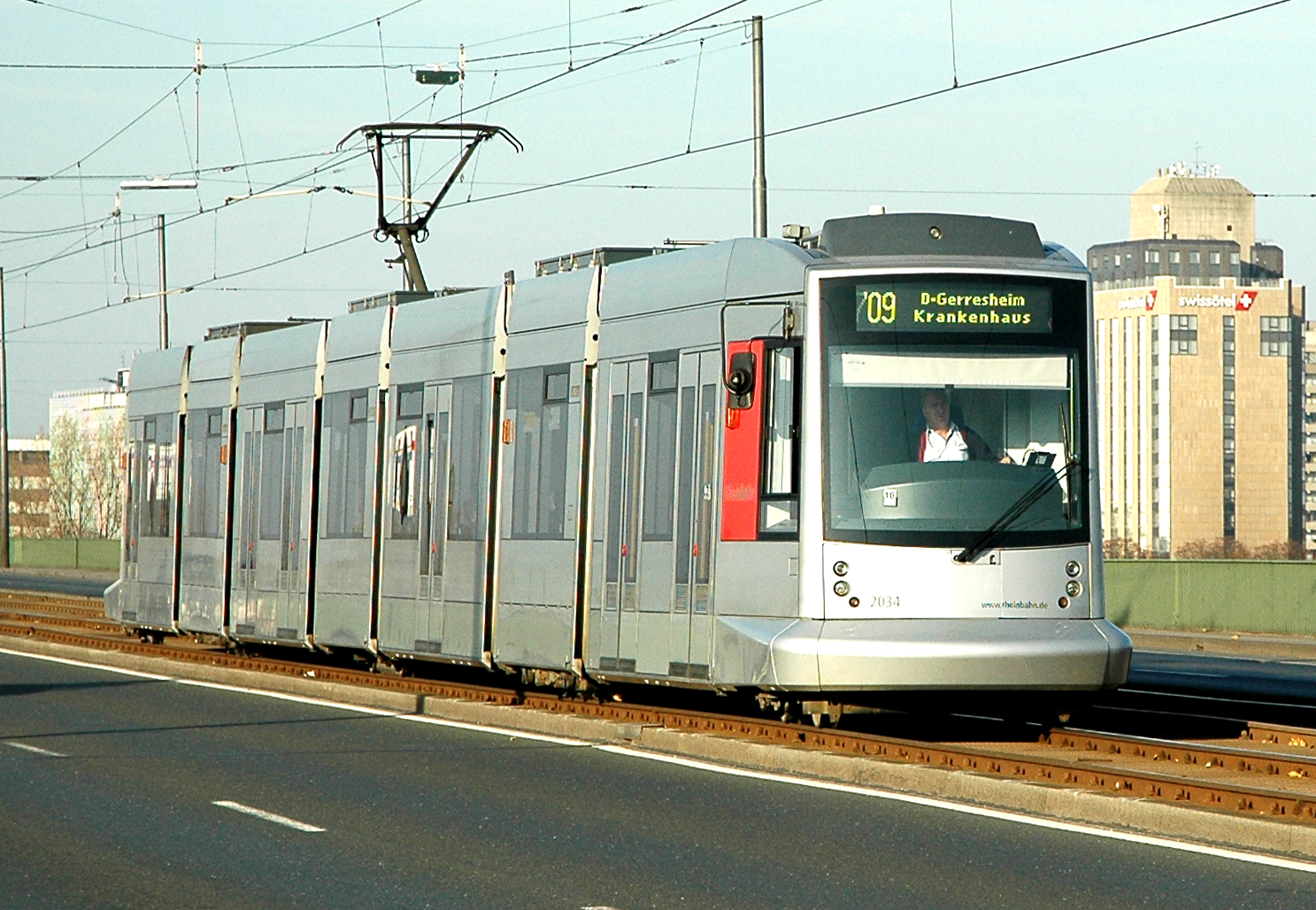
۲۰۰۵
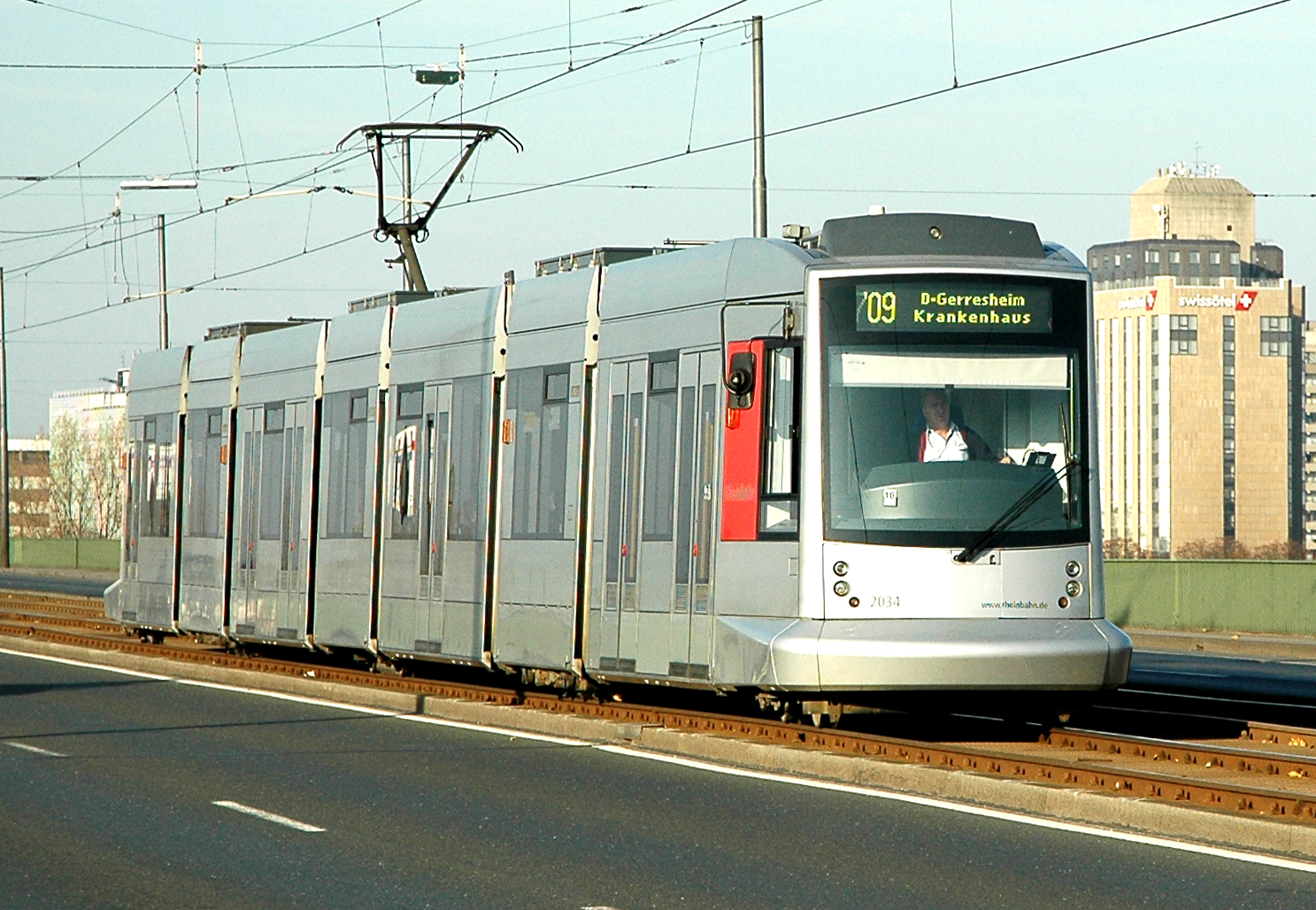
۲۰۰۵
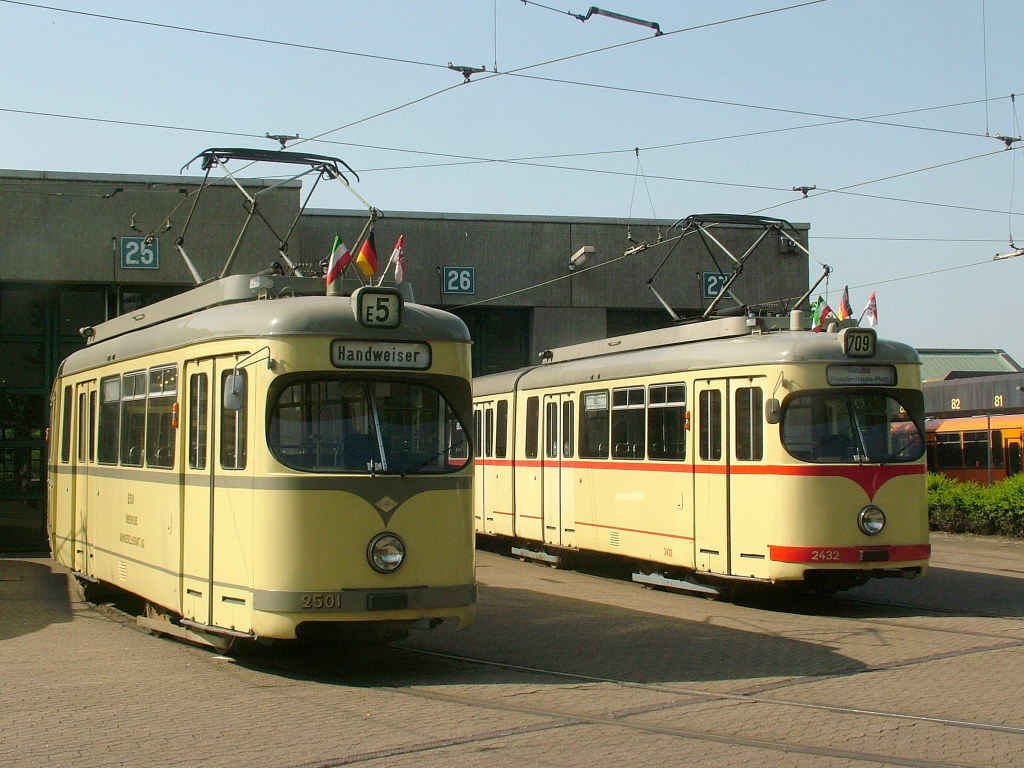
۲۰۰۷
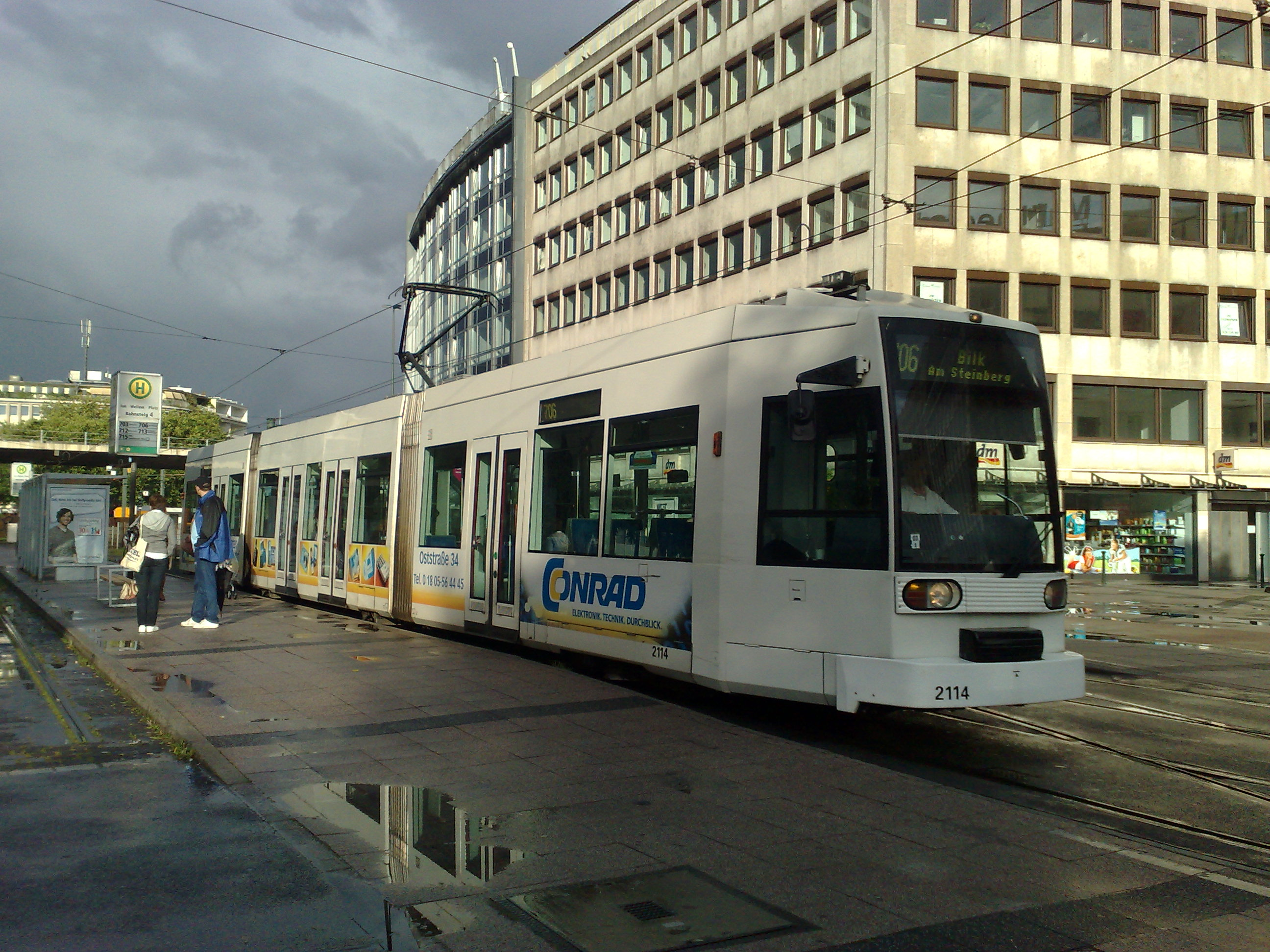
۲۰۰۸
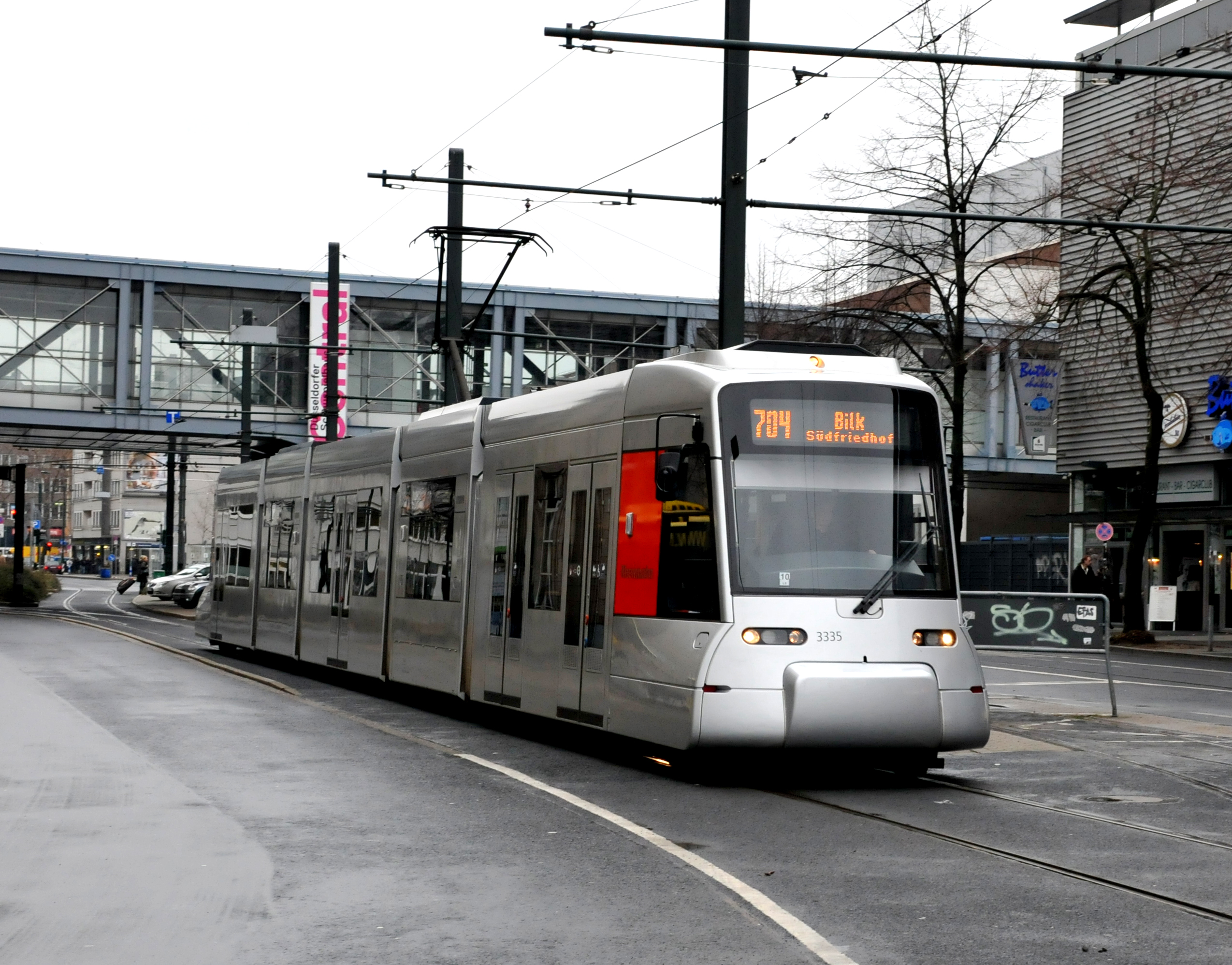
۲۰۱۱